# Krasna (województwo podkarpackie)
Krasna (rus. Korosteńka) – wieś w Polsce położona w województwie podkarpackim, w powiecie krośnieńskim, w gminie Korczyna.
| SIMC    | Nazwa       | Rodzaj     |
| ------- | ----------- | ---------- |
| 0355068 | Mała Krasna | część wsi  |
| 0355074 | Podsady     | przysiółek |

W latach 1975–1998 miejscowość administracyjnie należała do województwa krośnieńskiego.
Miejscowość jest siedzibą parafii Niepokalanego serca NMP, należącej do dekanatu Strzyżów, diecezji rzeszowskiej.
Do 1945 r. Krasną zamieszkiwała głównie ludność ruska – tzw. Zamieszańcy.
We wsi znajduje się dawna murowana cerkiew greckokatolicka z 1912 r. Obecnie jest użytkowana jako kościół rzymskokatolicki. Oryginalne wyposażenie nie zachowało się. Dawni mieszkańcy wysiedleni zostali w 1945 r. do wsi Korolówka i Muszkatowce (Muszkatówka) koło Borszczowa na Podolu. Zabrane przez nich wyposażenie świątyni ozdobiło cerkwie w tych miejscowościach.